# Щибровская улица
Щибро́вская у́лица — улица на юге Москвы, в Юго-Западном административном округе, в районе Южное Бутово. Единственная улица деревни Щиброво.

## Происхождение названия
Щибровская улица названа 6 февраля 1986 года после включения Южного Бутова в состав Москвы. Названа по имени деревни. Деревня Щиброво имеет владельческое происхождение. В 1984 году была включена в состав Москвы. К тому моменту, там числился 81 житель. В начале XXI века местность продолжила сохранять историческую сельскую застройку.

## Расположение и транспорт
Щибровская улица граничит со станцией метро Бунинская аллея через реку Чечёру и с платформой Щербинка (4 километра). Начало — река Чечёра, конец — пустырь. Общественный городской транспорт по Щибровской улице не проходит.

## Здания и сооружения
На Щибровской улице расположено 40 зданий.

### По нечётной стороне
- № 1 — 1-этажный шлакоблочный жилой дом (1964).
- № 5 — 1-этажный деревянный жилой дом (1923).
- № 7 — 1-этажный пеноблочно-сибитный жилой дом (2003).
- № 9 — 1-этажный деревянный жилой дом (1956).
- № 13 — 1-этажный деревянный жилой дом (1947).
- № 15 — 1-этажный деревянный жилой дом (1938).
- № 17 — 1-этажный шлакозасыпной жилой дом (1992).
- № 19 — 1-этажный деревянный жилой дом (1910).
- № 25 — 1-этажный деревянный жилой дом (1932).
- № 27 — 1-этажный деревянный жилой дом (1923).
- № 29 — 1-этажный деревянный жилой дом (1932).
- № 31 — 1-этажный деревянный жилой дом (1930).
- № 35 — 1-этажный деревянный жилой дом (1942).
- № 37 — 1-этажный деревянный жилой дом (1945).
- № 41 — 1-этажный деревянный жилой дом (1928).
- № 43 — 1-этажный деревянный жилой дом (1938).

### По чётной стороне
- № 2 — 1-этажный кирпичный жилой дом (1961).
- № 10 — 1-этажный деревянный жилой дом (1953).
- № 12 — 1-этажный шлакоблочный жилой дом (1963).
- № 16 — 1-этажный деревянный жилой дом (1939).
- № 18 — 1-этажный деревянный жилой дом (1922).